# ویسول پترولیوم
ویسول پترولیوم (انگلیسی: Wissol Petroleum) شرکت نفت و گاز گرجستانی است، که در سال ۲۰۰۰ تأسیس شد.